# Stepan Alawerdjan

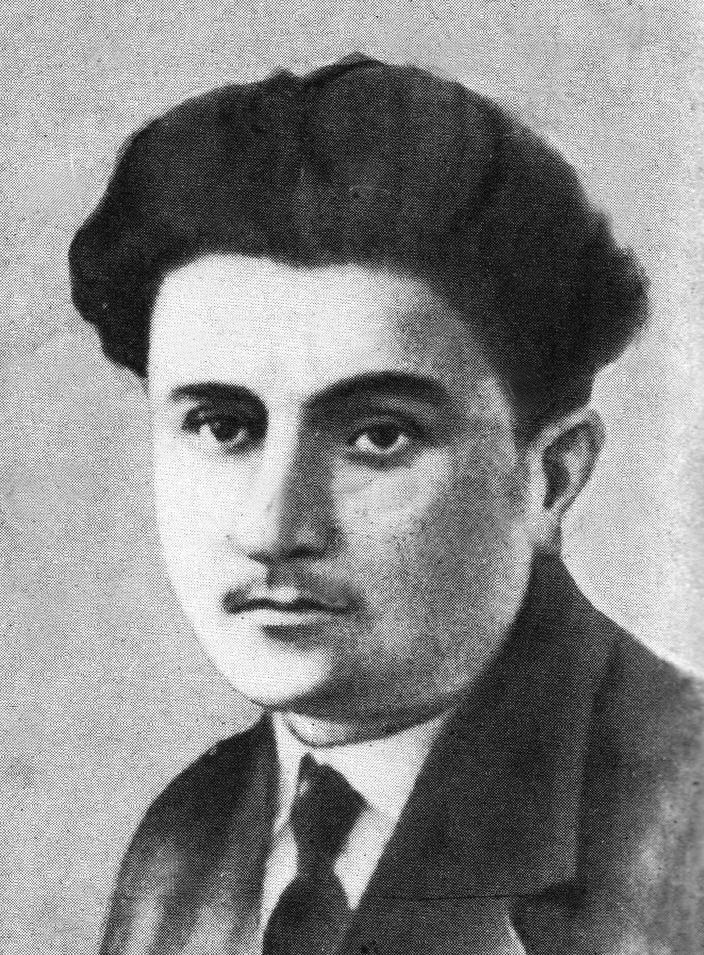
Stepan Alawerdjan

Stepan Karapetowitsch Alawerdjan (armenisch Ստեփան Ալավերդյան Կարապետի; russisch Степан Карапетович Алавердян; * 1888 in Kutaissi; † 14. August 1920 in Jerewan) war ein armenischer Revolutionär. Er war aktiver Teilnehmer am Kampf um die Sowjetmacht in Armenien.

## Leben
Alawerdjan wurde in die Familie eines Beamten geboren. Er trat 1904 der SDAPR bei. Er war für die Partei in Moskau, Tiflis, Kutaissi und Jerewan tätig. 1915 absolvierte er ein Studium an der Fakultät für Wirtschaftswissenschaften am Moskauer Handelsinstitut. Seine Abschlussarbeit beschäftigte sich mit den Wohnverhältnissen des vorrevolutionären Moskau. 1917 war Alawerdjan Vorsitzender der bolschewistischen Fraktion im Stadtsowjet von Sarighamish (heute Türkei).
Im September 1919 wurde er in das Führungsgremium der kommunistischen Organisationen in Armenien, dem Armenischen Komitee (Armenkom) der RKP(B) gewählt. 1920 gehörte er zu den Anführern des Maiaufstandes gegen die Daschnaken und die britischen Interventionstruppen. Alawerdjan wurde in Jerewan von Daschnaken gefangen genommen und erschossen.

## Schriften
- Жилищный вопрос в Москве: очерки предреволюционного периода. Изд-во АН Армянской ССР, Jerewan 1961.